# 언어 기술
언어 기술(language technology) 또는 인간 언어 기술(human language technology, HLT)은 컴퓨터 프로그램이나 전자 장치가 인간의 텍스트와 음성을 분석, 생성, 수정 또는 응답할 수 있는 방법을 연구한다. 언어 기술을 다루려면 언어학뿐만 아니라 컴퓨터 과학에 대한 폭넓은 지식이 필요한 경우가 많다. 한편으로는 자연어 처리(NLP)와 전산언어학(CL), 이들의 많은 애플리케이션 지향 측면, 다른 한편으로는 인코딩 및 음성 기술과 같은 보다 낮은 수준의 측면으로 구성된다.
이러한 기본 측면은 일반적으로 자연어 처리 및 (응용) 전산언어학과 같은 관련 용어의 범위 내에 포함되지 않는 것으로 간주되며, 그렇지 않으면 동의어에 가깝다. 예를 들어, 세계에서 덜 알려진 많은 언어의 경우 언어 기술의 기초는 해당 언어가 컴퓨터나 모바일 장치에서 작성될 수 있도록 글꼴과 키보드 설정을 커뮤니티에 제공하는 것이다.